# Hayet Amamou
Hayet Amamou (arabe : حياة عمامو), née le 1er mai 1959 à Moknine, est une historienne et universitaire tunisienne spécialiste du Moyen Âge.

## Biographie
Après des études à l'École normale supérieure de Tunis, elle obtient son certificat d'aptitude à la recherche en 1987 puis son doctorat en histoire médiévale en 1992.
Directrice du département d'histoire à la faculté des sciences humaines et sociales de Tunis entre 2008 et 2011, du laboratoire de recherche « Histoire des économies et des sociétés méditerranéennes » et rédactrice en chef des Cahiers de Tunisie à partir de 2011,, elle est doyenne de la faculté des sciences humaines et sociales de Tunis entre 2014 et 2017,.
Professeure d'histoire de l'islam médiéval à l'université de Tunis, elle est également professeure invitée dans plusieurs universités arabes et membre de plusieurs jurys de soutenance des masters, thèses et diplômes d'habilitation.

## Publications
- (ar) أصحاب محمد و دورهم في نشأة الإسلام [« Les compagnons du prophète et leur rôle dans la fondation de l'Islam »], Tunis, Sud Éditions,‎ 1996 (réimpr. 2007).
- (ar) تصنيف القدامى في السيرة النبوية [« La biographie prophétique dans la tradition historique médiévale »], Tunis, Institut supérieur de l'éducation et de la formation continue,‎ 1997.
- (ar) أسلمة بلاد المغرب: إسلام التأسيس من الفتوحات إلى ظهور النحل [« L'islamisation du Maghreb : des conquêtes à l'apparition des hérésies »], Tunis, Sud Éditions,‎ 2001 (réimpr. 2004).
- (ar) السلطة و هاجس الشرعية في صدر الإسلام [« Pouvoir et légitimité dans l'islam primitif »], Beyrouth/Tunis, Attanouir,‎ 2014[5].
- (ar) السيرة النبوية: مناهج، نصوص و شروح [« La biographie du Prophète : sources, textes et commentaires »], Beyrouth/Tunis, Attanouir,‎ 2014[6].
- Échanger en Méditerranée : recueil d'études en hommage à Sadok Boubaker, Tunis, Faculté des sciences humaines et sociales de Tunis, 2017.
- Fatima Mernissi : figure emblématique d'une féministe en terre d'Islam, Paris, Institut du monde arabe, 2019.
- Hichem Djaït : itinéraire universitaire et intellectuel tunisien, Paris, Institut du monde arabe, 2019.
- (ar) نحن و التاريخ [« Notre société et l'Histoire »], Tunis, Perspectives Édition,‎ 2019.